# Kinetoskias uniserialis
Kinetoskias uniserialis är en mossdjursart som först beskrevs av Walter Douglas Hincks 1884.  Kinetoskias uniserialis ingår i släktet Kinetoskias och familjen Bugulidae. Inga underarter finns listade i Catalogue of Life.